# Li Sheng (peintre du XIVe siècle)
Pour les articles homonymes, voir Li Sheng.
Li Sheng est un peintre paysagiste chinois du XIVe siècle. Il est connu pour son œuvre 淀山送别图 (Dire adieu au lac Dianshan, 1346), conservée à Shangaï.